# Josh O'Connor
Josh O'Connor   (Southampton, 20 de maig de 1990) és un actor britànic. Va guanyar el premi com a millor actor als Premis British Independent Film pel seu paper principal a God's Own Country (2017). Igualment va obtenir el Globus d'Or al millor actor en una sèrie de televisió dramàtica a The Crown, de Netflix, en la qual va interpretar el paper del príncep hereu Carles III d'Anglaterra.

## Biografia
Després de formar-se a la Bristol Old Vic Theatre School, Josh O'Connor va debutar al cinema el 2012 amb un paper de zombi a The Eschatrilogy: Book of the Dead. L'any següent, va aparèixer a The Magnificent Eleven i a Doctor Who a la TV. El 2014, Lone Scherfig li va oferir un paper a The Riot Club al costat de Max Irons, Sam Claflin, Douglas Booth i Natalie Dormer. També va participar en alguns episodis de Peaky Blinders.
El 2015, va fer un petit paper en la nova adaptació de Cinderella dirigida per Kenneth Branagh i va aparèixer a The Program de Stephen Frears i Bridgend de Jeppe Rønde. L'any següent, va interpretar Lawrence Durrell a la sèrie The Durrells i va repetir amb Stephen Frears a Florence Foster Jenkins, amb Meryl Streep.
A l’any 2017 va guanyar notorietat interpretant el paper protagonista a God's Own Country de Francis Lee (2017). El 2019, va interpretar el paper de Marius a la minisèrie Les Misérables al costat de Dominic West i Ellie Bamber. Aquell mateix any, va aconseguir el paper del príncep Carles a la sèrie històrica The Crown. Igualment, ha participat en el drama d'època Emma (2020), nova adaptació de l’obra de Jane Austin, i ha fet el paper protagonista de La chimera (2023), producció italiana de realisme fantàstic sobre els tombaroli, lladres de tombes etrusques.

### Vida personal
El seu pare, John, és professor i la seva mare, Emily, llevadora. Té dos germans. El seu avi és l'escultor John Bunting i la seva tia la periodista Madeleine Bunting.
O'Connor va créixer a Cheltenham, per després viure un breu temps a Nova York i, finalment, tornar a Gloucestershire el 2023. Entre les seves aficions hi ha la lectura, dibuixar i anar d'acampada. És seguidor del Southampton.
La coincidència de complir els 30 anys durant el període de confinament el 2020, el va fer adonar-se que "en realitat, no m'agrada sortir en grup a divertir-me, ni fer veure que soc un tipus genial. D'un dia per l'altre vaig descobrir que el que m’agradava és la tranquil·litat de quedar-me a casa i llegir."
O'Connor és partidari del Partit Laborista, va fer campanya a favor de Jeremy Corbyn a les eleccions generals del 2019 i s'ha qualificat "d'esquerres liberal". Sobre la monarquia, es declara republicà. En una entrevista a The New York Times, va dir: "Crec que la reina (Elisabet II) és una dona extraordinària. Un rere l'altre, molts homes han fracassat, i aquesta dona al poder ha estat coherent i s'ha mostrat obedient i neutral. En aquest sentit, tinc un gran respecte per ella."

## Filmografia
| Any  | Títol                              | Personatge              | Anotacions |
| 2012 | The Eschatrilogy: Book of the Dead | Zombi                   | |
| 2013 | The Magnificent Eleven             | Andy                    | |
| 2013 | Doctor Who                         | Piotr                   | Sèrie de TV |
| 2013 | The Whipers Times                  | Dodd                    | Telefilm |
| 2014 | Peaky Blinders                     | James                   | Sèrie TV: 3 capítols |
| 2014 | Hide and Seek                      | Max                     | |
| 2014 | The Riot Club                      | Ed                      | |
|      | Ripper Street                      | Bobby Grace             | Sèrie TV: 8 capítols |
| 2015 | Bridgend                           | Jamie                   | |
| 2015 | Cinderella                         | Guarda del palau        | |
| 2015 | The Program                        | Rich                    | |
| 2016 | Florence Foster Jenkins            | Donaghy                 | |
| 2016 | The Durrells (2016-2019)           | Lawrence Durrell        | Sèrie TV: 26 capítols |
| 2016 | Best Man                           | Donald                  | Curtmetratge |
| 2017 | God's Own Country                  | Johnny Saxby            | Premi BIFA millor actor. Premi LesGaiCineMad millor actor. Premi millor actor Festival Internacional de Cinema d'Estocolm. |
| 2017 | The Colour of His Hair             | Peter                   | Curtmetratge |
| 2018 | Only You                           | Jake                    | Protagonitzada amb Laia Costa. Premi BIFA millor actor.                                                                    |
| 2019 | Retorn a Hope Gap                  | Jamie                   | Premi Sant Jordi 2020 a millor actor.                                                                                      |
| 2019 | Els Miserables                     | Marius Pontmercy        | Sèrie TV: 3 capítols |
| 2019 | The Crown (2019-2020)              | Carles III d'Anglaterra | Sèrie TV: 13 capítols.Temporades 3 i 4. Globus d'Or com a millor actor.                                                    |
| 2020 | Emma                               | Mr. Elton               | Protagonitzada per Anya Taylor-Joy                                                                                         |
| 2021 | Mothering Sunday                   | Paul Sheringham         | Junt amb Odessa Young, Olivia Colman, Colin Firth i Glenda Jackson.                                                        |
| 2021 | Romeo & Juliet                     | Romeo                   | Telefilm |
| 2022 | Aisha                              | Conor Healy             | |
| 2023 | La chimera                         | Arthur                  | Dirigida per Alice Rohrwacher                                                                                              |
| 2023 | Lee                                | Antony Penrose          | |
| 2023 | Bonus Track                        | Jonno                   | |
| 2024 | Challengers                        | Patrick                 | Dirigida per Luca Guadagnino                                                                                               |